# Abner J. Mikva

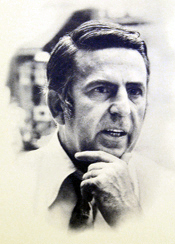
Abner J. Mikva (zwischen 1970 und 1978)

Abner Joseph Mikva (* 21. Januar 1926 in Milwaukee, Wisconsin; † 4. Juli 2016 in Chicago, Illinois) war ein  US-amerikanischer Jurist und Politiker. Zwischen 1969 und 1973 und 1975 bis 1979 vertrat er als Abgeordneter den Bundesstaat Illinois im US-Repräsentantenhaus; anschließend wurde er Bundesrichter sowie von 1994 bis 1995 Rechtsberater des Weißen Hauses unter Präsident Bill Clinton.

## Werdegang
Im Zweiten Weltkrieg diente Mikva 1944/45 in den United States Army Air Forces. Nach einem Jurastudium an der University of Chicago wurde er 1951 als Rechtsanwalt zugelassen. 1951/52 gehörte er zum Stab des Bundesrichters Sherman Minton. Gleichzeitig schlug er als Mitglied der Demokratischen Partei eine politische Laufbahn ein. Von 1956 bis 1966 war er Abgeordneter im Repräsentantenhaus von Illinois.
Bei den Kongresswahlen des Jahres 1968 wurde Mikva im zweiten Wahlbezirk von Illinois in das US-Repräsentantenhaus gewählt, wo er am 3. Januar 1969 die Nachfolge von Barratt O’Hara antrat. Nach einer Wiederwahl konnte er bis zum 3. Januar 1973 zunächst zwei Legislaturperioden im Kongress absolvieren. Diese waren vom Vietnamkrieg und der Bürgerrechtsbewegung bestimmt. 1972 wurde er nicht wiedergewählt und danach Mitglied der Ethikkommission des Staates Illinois. Außerdem arbeitete er als Rechtsanwalt in Chicago und als Juraprofessor an der Northwestern University.
Bei den Wahlen des Jahres 1974 wurde Mikva im zehnten Distrikt seines Staates erneut in den Kongress gewählt, wo er am 3. Januar 1975 Samuel H. Young ablöste. Nach zwei Wiederwahlen konnte er bis zu seinem Rücktritt am 26. September 1979 im US-Repräsentantenhaus verbleiben. Er legte sein Mandat nieder, um der Berufung zum Richter am Bundesberufungsgericht für den District of Columbia durch Präsident Jimmy Carter zu folgen. Seit 1991 führte er als Nachfolger von Patricia Wald den Vorsitz an diesem Gericht. Am 19. September 1994 ging er als Richter in den Ruhestand, um White House Counsel unter Bill Clinton zu werden. Diese Funktion übte er bis zum folgenden Jahr aus.
Mikva war Mitglied der American Academy of Arts and Sciences (2000).
Als langjähriger Unterstützer von Barack Obama engagierte sich Abner Mikva auch in dessen Präsidentschaftswahlkämpfen der Jahre 2008 und 2012. 2014 wurde er mit der Presidential Medal of Freedom ausgezeichnet.

## Trivia
Mikva übernahm 1993 eine kleine Rolle im Kinofilm Dave. Dabei spielte er sich selbst als Richter, der dem neuen US-Präsidenten seinen Amtseid abnimmt.